# هینتهام
هینتهام (به هلندی: Hintham) یک منطقهٔ مسکونی در هلند است که در 's-Hertogenbosch واقع شده‌است. هینتهام ۵٬۹۱۰ نفر جمعیت دارد.